# Trochosula grazianii
Trochosula grazianii là một loài nhện trong họ Lycosidae.
Loài này thuộc chi Trochosula. Trochosula grazianii được Lodovico di Caporiacco miêu tả năm 1939.